# Power Pro Kun Pocket 2
Power Pro Kun Pocket 2 (パワプロクンポケット2?) es un videojuego de béisbol y Simulación para Game Boy Color, fue desarrollado por Diamond Head y publicado por Konami en 30 de marzo de 2000, exclusivamente en Japón. Fue el segundo juego de Power Pro Kun Pocket, es el spin-off de la serie Jikkyō Powerful Pro Yakyū, y fue el tercer juego para el Portátil de Nintendo.
- Datos: Q20995184